# Posłał przez anjoły

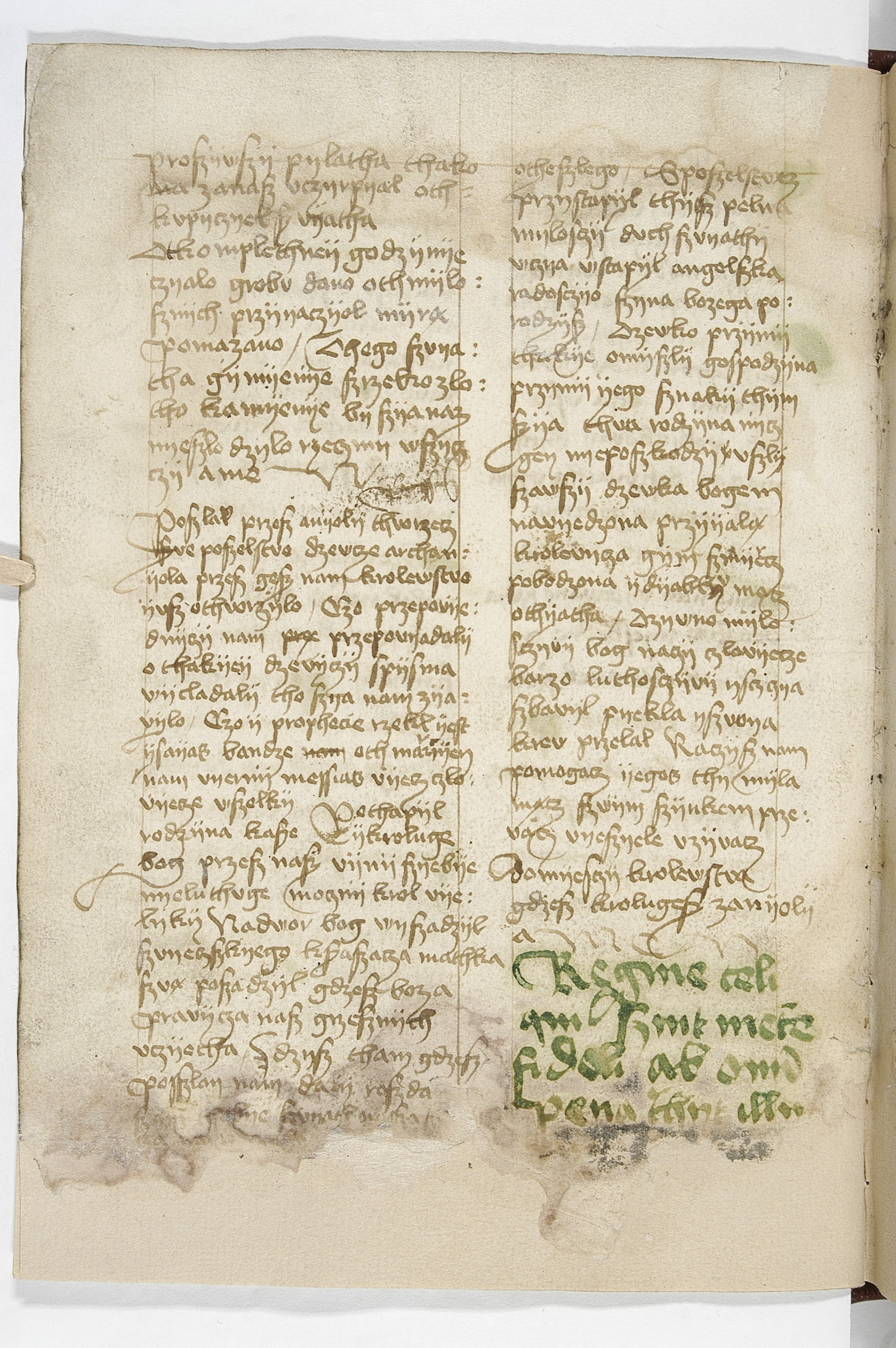
Najstarszy zapis pieśni z około 1453

Posłał przez anjoły – polska średniowieczna pieśń religijna.
Najstarszy zapis pieśni pochodzi z kodeksu z ok. 1453, pieśń mogła jednak powstać jeszcze w XIV w. Oparta jest na łacińskiej sekwencji Mittit ad Virginem, pochodzącej prawdopodobnie z XII w. z terenu Francji lub Anglii i używanej w Polsce w liturgii mszalnej. Pieśń Posłał przez anjoły stanowi jednak raczej parafrazę niż dokładny przekład pierwowzoru. Składa się z 11 strof, w większości napisanych sześciozgłoskowcem z rymami ABABC  (z drobnymi odstępstwami). Utwór opisuje Zwiastowanie Pańskie, opowiada o przepowiadanym przez proroków przyjściu na świat Mesjasza, Bóg wyprawia z poselstwem Anioła, który objawia Maryi, że porodzi Bożego Syna. Pieśń kończy się apostrofą do Maryi, aby wstawiła się za wiernymi i pomogła im osiągnąć królestwo niebieskie. 
Wykonywana była w adwencie podczas rorat. Późniejszym dokładniejszym przekładem sekwencji na polski jest pieśń Archanjoła posłał.